# 楊厝港
杨厝港是位於新加坡东北部的一个地區，它毗邻宏茂桥、义顺镇、實里達和盛港地区。杨厝港因杨厝港村而得名。當地主要以城市绿地和住宅為主。